# Ладья (шахматы)
Ладья́ (Юникод ♖♜) — шахматная фигура. Устаревшее название — «тура́» (лат. turris — дословно — «башня») (в древности турой называли осадную башню, применяемую при штурме крепостей). Классический дизайн ладьи представляет собой именно башню. В старых русских шахматах ладья имела вид стилизованной ладьи, откуда и происходит её название.

## Ладья в шахматах
|   | a | b | c | d | e | f | g | h |   |
| - | --- | --- | --- | --- | --- | --- | --- | --- | - |
| 8 | d8 чёрный крест · d7 чёрный крест · d6 чёрный крест · d5 чёрный крест · a4 чёрный крест · b4 чёрный крест · c4 чёрный крест · d4 белая ладья · e4 чёрный крест · f4 чёрный крест · g4 чёрный крест · h4 чёрный крест · d3 чёрный крест · d2 чёрный крест · d1 чёрный крест | d8 чёрный крест · d7 чёрный крест · d6 чёрный крест · d5 чёрный крест · a4 чёрный крест · b4 чёрный крест · c4 чёрный крест · d4 белая ладья · e4 чёрный крест · f4 чёрный крест · g4 чёрный крест · h4 чёрный крест · d3 чёрный крест · d2 чёрный крест · d1 чёрный крест | d8 чёрный крест · d7 чёрный крест · d6 чёрный крест · d5 чёрный крест · a4 чёрный крест · b4 чёрный крест · c4 чёрный крест · d4 белая ладья · e4 чёрный крест · f4 чёрный крест · g4 чёрный крест · h4 чёрный крест · d3 чёрный крест · d2 чёрный крест · d1 чёрный крест | d8 чёрный крест · d7 чёрный крест · d6 чёрный крест · d5 чёрный крест · a4 чёрный крест · b4 чёрный крест · c4 чёрный крест · d4 белая ладья · e4 чёрный крест · f4 чёрный крест · g4 чёрный крест · h4 чёрный крест · d3 чёрный крест · d2 чёрный крест · d1 чёрный крест | d8 чёрный крест · d7 чёрный крест · d6 чёрный крест · d5 чёрный крест · a4 чёрный крест · b4 чёрный крест · c4 чёрный крест · d4 белая ладья · e4 чёрный крест · f4 чёрный крест · g4 чёрный крест · h4 чёрный крест · d3 чёрный крест · d2 чёрный крест · d1 чёрный крест | d8 чёрный крест · d7 чёрный крест · d6 чёрный крест · d5 чёрный крест · a4 чёрный крест · b4 чёрный крест · c4 чёрный крест · d4 белая ладья · e4 чёрный крест · f4 чёрный крест · g4 чёрный крест · h4 чёрный крест · d3 чёрный крест · d2 чёрный крест · d1 чёрный крест | d8 чёрный крест · d7 чёрный крест · d6 чёрный крест · d5 чёрный крест · a4 чёрный крест · b4 чёрный крест · c4 чёрный крест · d4 белая ладья · e4 чёрный крест · f4 чёрный крест · g4 чёрный крест · h4 чёрный крест · d3 чёрный крест · d2 чёрный крест · d1 чёрный крест | d8 чёрный крест · d7 чёрный крест · d6 чёрный крест · d5 чёрный крест · a4 чёрный крест · b4 чёрный крест · c4 чёрный крест · d4 белая ладья · e4 чёрный крест · f4 чёрный крест · g4 чёрный крест · h4 чёрный крест · d3 чёрный крест · d2 чёрный крест · d1 чёрный крест | 8 |
| 7 | d8 чёрный крест · d7 чёрный крест · d6 чёрный крест · d5 чёрный крест · a4 чёрный крест · b4 чёрный крест · c4 чёрный крест · d4 белая ладья · e4 чёрный крест · f4 чёрный крест · g4 чёрный крест · h4 чёрный крест · d3 чёрный крест · d2 чёрный крест · d1 чёрный крест | d8 чёрный крест · d7 чёрный крест · d6 чёрный крест · d5 чёрный крест · a4 чёрный крест · b4 чёрный крест · c4 чёрный крест · d4 белая ладья · e4 чёрный крест · f4 чёрный крест · g4 чёрный крест · h4 чёрный крест · d3 чёрный крест · d2 чёрный крест · d1 чёрный крест | d8 чёрный крест · d7 чёрный крест · d6 чёрный крест · d5 чёрный крест · a4 чёрный крест · b4 чёрный крест · c4 чёрный крест · d4 белая ладья · e4 чёрный крест · f4 чёрный крест · g4 чёрный крест · h4 чёрный крест · d3 чёрный крест · d2 чёрный крест · d1 чёрный крест | d8 чёрный крест · d7 чёрный крест · d6 чёрный крест · d5 чёрный крест · a4 чёрный крест · b4 чёрный крест · c4 чёрный крест · d4 белая ладья · e4 чёрный крест · f4 чёрный крест · g4 чёрный крест · h4 чёрный крест · d3 чёрный крест · d2 чёрный крест · d1 чёрный крест | d8 чёрный крест · d7 чёрный крест · d6 чёрный крест · d5 чёрный крест · a4 чёрный крест · b4 чёрный крест · c4 чёрный крест · d4 белая ладья · e4 чёрный крест · f4 чёрный крест · g4 чёрный крест · h4 чёрный крест · d3 чёрный крест · d2 чёрный крест · d1 чёрный крест | d8 чёрный крест · d7 чёрный крест · d6 чёрный крест · d5 чёрный крест · a4 чёрный крест · b4 чёрный крест · c4 чёрный крест · d4 белая ладья · e4 чёрный крест · f4 чёрный крест · g4 чёрный крест · h4 чёрный крест · d3 чёрный крест · d2 чёрный крест · d1 чёрный крест | d8 чёрный крест · d7 чёрный крест · d6 чёрный крест · d5 чёрный крест · a4 чёрный крест · b4 чёрный крест · c4 чёрный крест · d4 белая ладья · e4 чёрный крест · f4 чёрный крест · g4 чёрный крест · h4 чёрный крест · d3 чёрный крест · d2 чёрный крест · d1 чёрный крест | d8 чёрный крест · d7 чёрный крест · d6 чёрный крест · d5 чёрный крест · a4 чёрный крест · b4 чёрный крест · c4 чёрный крест · d4 белая ладья · e4 чёрный крест · f4 чёрный крест · g4 чёрный крест · h4 чёрный крест · d3 чёрный крест · d2 чёрный крест · d1 чёрный крест | 7 |
| 6 | d8 чёрный крест · d7 чёрный крест · d6 чёрный крест · d5 чёрный крест · a4 чёрный крест · b4 чёрный крест · c4 чёрный крест · d4 белая ладья · e4 чёрный крест · f4 чёрный крест · g4 чёрный крест · h4 чёрный крест · d3 чёрный крест · d2 чёрный крест · d1 чёрный крест | d8 чёрный крест · d7 чёрный крест · d6 чёрный крест · d5 чёрный крест · a4 чёрный крест · b4 чёрный крест · c4 чёрный крест · d4 белая ладья · e4 чёрный крест · f4 чёрный крест · g4 чёрный крест · h4 чёрный крест · d3 чёрный крест · d2 чёрный крест · d1 чёрный крест | d8 чёрный крест · d7 чёрный крест · d6 чёрный крест · d5 чёрный крест · a4 чёрный крест · b4 чёрный крест · c4 чёрный крест · d4 белая ладья · e4 чёрный крест · f4 чёрный крест · g4 чёрный крест · h4 чёрный крест · d3 чёрный крест · d2 чёрный крест · d1 чёрный крест | d8 чёрный крест · d7 чёрный крест · d6 чёрный крест · d5 чёрный крест · a4 чёрный крест · b4 чёрный крест · c4 чёрный крест · d4 белая ладья · e4 чёрный крест · f4 чёрный крест · g4 чёрный крест · h4 чёрный крест · d3 чёрный крест · d2 чёрный крест · d1 чёрный крест | d8 чёрный крест · d7 чёрный крест · d6 чёрный крест · d5 чёрный крест · a4 чёрный крест · b4 чёрный крест · c4 чёрный крест · d4 белая ладья · e4 чёрный крест · f4 чёрный крест · g4 чёрный крест · h4 чёрный крест · d3 чёрный крест · d2 чёрный крест · d1 чёрный крест | d8 чёрный крест · d7 чёрный крест · d6 чёрный крест · d5 чёрный крест · a4 чёрный крест · b4 чёрный крест · c4 чёрный крест · d4 белая ладья · e4 чёрный крест · f4 чёрный крест · g4 чёрный крест · h4 чёрный крест · d3 чёрный крест · d2 чёрный крест · d1 чёрный крест | d8 чёрный крест · d7 чёрный крест · d6 чёрный крест · d5 чёрный крест · a4 чёрный крест · b4 чёрный крест · c4 чёрный крест · d4 белая ладья · e4 чёрный крест · f4 чёрный крест · g4 чёрный крест · h4 чёрный крест · d3 чёрный крест · d2 чёрный крест · d1 чёрный крест | d8 чёрный крест · d7 чёрный крест · d6 чёрный крест · d5 чёрный крест · a4 чёрный крест · b4 чёрный крест · c4 чёрный крест · d4 белая ладья · e4 чёрный крест · f4 чёрный крест · g4 чёрный крест · h4 чёрный крест · d3 чёрный крест · d2 чёрный крест · d1 чёрный крест | 6 |
| 5 | d8 чёрный крест · d7 чёрный крест · d6 чёрный крест · d5 чёрный крест · a4 чёрный крест · b4 чёрный крест · c4 чёрный крест · d4 белая ладья · e4 чёрный крест · f4 чёрный крест · g4 чёрный крест · h4 чёрный крест · d3 чёрный крест · d2 чёрный крест · d1 чёрный крест | d8 чёрный крест · d7 чёрный крест · d6 чёрный крест · d5 чёрный крест · a4 чёрный крест · b4 чёрный крест · c4 чёрный крест · d4 белая ладья · e4 чёрный крест · f4 чёрный крест · g4 чёрный крест · h4 чёрный крест · d3 чёрный крест · d2 чёрный крест · d1 чёрный крест | d8 чёрный крест · d7 чёрный крест · d6 чёрный крест · d5 чёрный крест · a4 чёрный крест · b4 чёрный крест · c4 чёрный крест · d4 белая ладья · e4 чёрный крест · f4 чёрный крест · g4 чёрный крест · h4 чёрный крест · d3 чёрный крест · d2 чёрный крест · d1 чёрный крест | d8 чёрный крест · d7 чёрный крест · d6 чёрный крест · d5 чёрный крест · a4 чёрный крест · b4 чёрный крест · c4 чёрный крест · d4 белая ладья · e4 чёрный крест · f4 чёрный крест · g4 чёрный крест · h4 чёрный крест · d3 чёрный крест · d2 чёрный крест · d1 чёрный крест | d8 чёрный крест · d7 чёрный крест · d6 чёрный крест · d5 чёрный крест · a4 чёрный крест · b4 чёрный крест · c4 чёрный крест · d4 белая ладья · e4 чёрный крест · f4 чёрный крест · g4 чёрный крест · h4 чёрный крест · d3 чёрный крест · d2 чёрный крест · d1 чёрный крест | d8 чёрный крест · d7 чёрный крест · d6 чёрный крест · d5 чёрный крест · a4 чёрный крест · b4 чёрный крест · c4 чёрный крест · d4 белая ладья · e4 чёрный крест · f4 чёрный крест · g4 чёрный крест · h4 чёрный крест · d3 чёрный крест · d2 чёрный крест · d1 чёрный крест | d8 чёрный крест · d7 чёрный крест · d6 чёрный крест · d5 чёрный крест · a4 чёрный крест · b4 чёрный крест · c4 чёрный крест · d4 белая ладья · e4 чёрный крест · f4 чёрный крест · g4 чёрный крест · h4 чёрный крест · d3 чёрный крест · d2 чёрный крест · d1 чёрный крест | d8 чёрный крест · d7 чёрный крест · d6 чёрный крест · d5 чёрный крест · a4 чёрный крест · b4 чёрный крест · c4 чёрный крест · d4 белая ладья · e4 чёрный крест · f4 чёрный крест · g4 чёрный крест · h4 чёрный крест · d3 чёрный крест · d2 чёрный крест · d1 чёрный крест | 5 |
| 4 | d8 чёрный крест · d7 чёрный крест · d6 чёрный крест · d5 чёрный крест · a4 чёрный крест · b4 чёрный крест · c4 чёрный крест · d4 белая ладья · e4 чёрный крест · f4 чёрный крест · g4 чёрный крест · h4 чёрный крест · d3 чёрный крест · d2 чёрный крест · d1 чёрный крест | d8 чёрный крест · d7 чёрный крест · d6 чёрный крест · d5 чёрный крест · a4 чёрный крест · b4 чёрный крест · c4 чёрный крест · d4 белая ладья · e4 чёрный крест · f4 чёрный крест · g4 чёрный крест · h4 чёрный крест · d3 чёрный крест · d2 чёрный крест · d1 чёрный крест | d8 чёрный крест · d7 чёрный крест · d6 чёрный крест · d5 чёрный крест · a4 чёрный крест · b4 чёрный крест · c4 чёрный крест · d4 белая ладья · e4 чёрный крест · f4 чёрный крест · g4 чёрный крест · h4 чёрный крест · d3 чёрный крест · d2 чёрный крест · d1 чёрный крест | d8 чёрный крест · d7 чёрный крест · d6 чёрный крест · d5 чёрный крест · a4 чёрный крест · b4 чёрный крест · c4 чёрный крест · d4 белая ладья · e4 чёрный крест · f4 чёрный крест · g4 чёрный крест · h4 чёрный крест · d3 чёрный крест · d2 чёрный крест · d1 чёрный крест | d8 чёрный крест · d7 чёрный крест · d6 чёрный крест · d5 чёрный крест · a4 чёрный крест · b4 чёрный крест · c4 чёрный крест · d4 белая ладья · e4 чёрный крест · f4 чёрный крест · g4 чёрный крест · h4 чёрный крест · d3 чёрный крест · d2 чёрный крест · d1 чёрный крест | d8 чёрный крест · d7 чёрный крест · d6 чёрный крест · d5 чёрный крест · a4 чёрный крест · b4 чёрный крест · c4 чёрный крест · d4 белая ладья · e4 чёрный крест · f4 чёрный крест · g4 чёрный крест · h4 чёрный крест · d3 чёрный крест · d2 чёрный крест · d1 чёрный крест | d8 чёрный крест · d7 чёрный крест · d6 чёрный крест · d5 чёрный крест · a4 чёрный крест · b4 чёрный крест · c4 чёрный крест · d4 белая ладья · e4 чёрный крест · f4 чёрный крест · g4 чёрный крест · h4 чёрный крест · d3 чёрный крест · d2 чёрный крест · d1 чёрный крест | d8 чёрный крест · d7 чёрный крест · d6 чёрный крест · d5 чёрный крест · a4 чёрный крест · b4 чёрный крест · c4 чёрный крест · d4 белая ладья · e4 чёрный крест · f4 чёрный крест · g4 чёрный крест · h4 чёрный крест · d3 чёрный крест · d2 чёрный крест · d1 чёрный крест | 4 |
| 3 | d8 чёрный крест · d7 чёрный крест · d6 чёрный крест · d5 чёрный крест · a4 чёрный крест · b4 чёрный крест · c4 чёрный крест · d4 белая ладья · e4 чёрный крест · f4 чёрный крест · g4 чёрный крест · h4 чёрный крест · d3 чёрный крест · d2 чёрный крест · d1 чёрный крест | d8 чёрный крест · d7 чёрный крест · d6 чёрный крест · d5 чёрный крест · a4 чёрный крест · b4 чёрный крест · c4 чёрный крест · d4 белая ладья · e4 чёрный крест · f4 чёрный крест · g4 чёрный крест · h4 чёрный крест · d3 чёрный крест · d2 чёрный крест · d1 чёрный крест | d8 чёрный крест · d7 чёрный крест · d6 чёрный крест · d5 чёрный крест · a4 чёрный крест · b4 чёрный крест · c4 чёрный крест · d4 белая ладья · e4 чёрный крест · f4 чёрный крест · g4 чёрный крест · h4 чёрный крест · d3 чёрный крест · d2 чёрный крест · d1 чёрный крест | d8 чёрный крест · d7 чёрный крест · d6 чёрный крест · d5 чёрный крест · a4 чёрный крест · b4 чёрный крест · c4 чёрный крест · d4 белая ладья · e4 чёрный крест · f4 чёрный крест · g4 чёрный крест · h4 чёрный крест · d3 чёрный крест · d2 чёрный крест · d1 чёрный крест | d8 чёрный крест · d7 чёрный крест · d6 чёрный крест · d5 чёрный крест · a4 чёрный крест · b4 чёрный крест · c4 чёрный крест · d4 белая ладья · e4 чёрный крест · f4 чёрный крест · g4 чёрный крест · h4 чёрный крест · d3 чёрный крест · d2 чёрный крест · d1 чёрный крест | d8 чёрный крест · d7 чёрный крест · d6 чёрный крест · d5 чёрный крест · a4 чёрный крест · b4 чёрный крест · c4 чёрный крест · d4 белая ладья · e4 чёрный крест · f4 чёрный крест · g4 чёрный крест · h4 чёрный крест · d3 чёрный крест · d2 чёрный крест · d1 чёрный крест | d8 чёрный крест · d7 чёрный крест · d6 чёрный крест · d5 чёрный крест · a4 чёрный крест · b4 чёрный крест · c4 чёрный крест · d4 белая ладья · e4 чёрный крест · f4 чёрный крест · g4 чёрный крест · h4 чёрный крест · d3 чёрный крест · d2 чёрный крест · d1 чёрный крест | d8 чёрный крест · d7 чёрный крест · d6 чёрный крест · d5 чёрный крест · a4 чёрный крест · b4 чёрный крест · c4 чёрный крест · d4 белая ладья · e4 чёрный крест · f4 чёрный крест · g4 чёрный крест · h4 чёрный крест · d3 чёрный крест · d2 чёрный крест · d1 чёрный крест | 3 |
| 2 | d8 чёрный крест · d7 чёрный крест · d6 чёрный крест · d5 чёрный крест · a4 чёрный крест · b4 чёрный крест · c4 чёрный крест · d4 белая ладья · e4 чёрный крест · f4 чёрный крест · g4 чёрный крест · h4 чёрный крест · d3 чёрный крест · d2 чёрный крест · d1 чёрный крест | d8 чёрный крест · d7 чёрный крест · d6 чёрный крест · d5 чёрный крест · a4 чёрный крест · b4 чёрный крест · c4 чёрный крест · d4 белая ладья · e4 чёрный крест · f4 чёрный крест · g4 чёрный крест · h4 чёрный крест · d3 чёрный крест · d2 чёрный крест · d1 чёрный крест | d8 чёрный крест · d7 чёрный крест · d6 чёрный крест · d5 чёрный крест · a4 чёрный крест · b4 чёрный крест · c4 чёрный крест · d4 белая ладья · e4 чёрный крест · f4 чёрный крест · g4 чёрный крест · h4 чёрный крест · d3 чёрный крест · d2 чёрный крест · d1 чёрный крест | d8 чёрный крест · d7 чёрный крест · d6 чёрный крест · d5 чёрный крест · a4 чёрный крест · b4 чёрный крест · c4 чёрный крест · d4 белая ладья · e4 чёрный крест · f4 чёрный крест · g4 чёрный крест · h4 чёрный крест · d3 чёрный крест · d2 чёрный крест · d1 чёрный крест | d8 чёрный крест · d7 чёрный крест · d6 чёрный крест · d5 чёрный крест · a4 чёрный крест · b4 чёрный крест · c4 чёрный крест · d4 белая ладья · e4 чёрный крест · f4 чёрный крест · g4 чёрный крест · h4 чёрный крест · d3 чёрный крест · d2 чёрный крест · d1 чёрный крест | d8 чёрный крест · d7 чёрный крест · d6 чёрный крест · d5 чёрный крест · a4 чёрный крест · b4 чёрный крест · c4 чёрный крест · d4 белая ладья · e4 чёрный крест · f4 чёрный крест · g4 чёрный крест · h4 чёрный крест · d3 чёрный крест · d2 чёрный крест · d1 чёрный крест | d8 чёрный крест · d7 чёрный крест · d6 чёрный крест · d5 чёрный крест · a4 чёрный крест · b4 чёрный крест · c4 чёрный крест · d4 белая ладья · e4 чёрный крест · f4 чёрный крест · g4 чёрный крест · h4 чёрный крест · d3 чёрный крест · d2 чёрный крест · d1 чёрный крест | d8 чёрный крест · d7 чёрный крест · d6 чёрный крест · d5 чёрный крест · a4 чёрный крест · b4 чёрный крест · c4 чёрный крест · d4 белая ладья · e4 чёрный крест · f4 чёрный крест · g4 чёрный крест · h4 чёрный крест · d3 чёрный крест · d2 чёрный крест · d1 чёрный крест | 2 |
| 1 | d8 чёрный крест · d7 чёрный крест · d6 чёрный крест · d5 чёрный крест · a4 чёрный крест · b4 чёрный крест · c4 чёрный крест · d4 белая ладья · e4 чёрный крест · f4 чёрный крест · g4 чёрный крест · h4 чёрный крест · d3 чёрный крест · d2 чёрный крест · d1 чёрный крест | d8 чёрный крест · d7 чёрный крест · d6 чёрный крест · d5 чёрный крест · a4 чёрный крест · b4 чёрный крест · c4 чёрный крест · d4 белая ладья · e4 чёрный крест · f4 чёрный крест · g4 чёрный крест · h4 чёрный крест · d3 чёрный крест · d2 чёрный крест · d1 чёрный крест | d8 чёрный крест · d7 чёрный крест · d6 чёрный крест · d5 чёрный крест · a4 чёрный крест · b4 чёрный крест · c4 чёрный крест · d4 белая ладья · e4 чёрный крест · f4 чёрный крест · g4 чёрный крест · h4 чёрный крест · d3 чёрный крест · d2 чёрный крест · d1 чёрный крест | d8 чёрный крест · d7 чёрный крест · d6 чёрный крест · d5 чёрный крест · a4 чёрный крест · b4 чёрный крест · c4 чёрный крест · d4 белая ладья · e4 чёрный крест · f4 чёрный крест · g4 чёрный крест · h4 чёрный крест · d3 чёрный крест · d2 чёрный крест · d1 чёрный крест | d8 чёрный крест · d7 чёрный крест · d6 чёрный крест · d5 чёрный крест · a4 чёрный крест · b4 чёрный крест · c4 чёрный крест · d4 белая ладья · e4 чёрный крест · f4 чёрный крест · g4 чёрный крест · h4 чёрный крест · d3 чёрный крест · d2 чёрный крест · d1 чёрный крест | d8 чёрный крест · d7 чёрный крест · d6 чёрный крест · d5 чёрный крест · a4 чёрный крест · b4 чёрный крест · c4 чёрный крест · d4 белая ладья · e4 чёрный крест · f4 чёрный крест · g4 чёрный крест · h4 чёрный крест · d3 чёрный крест · d2 чёрный крест · d1 чёрный крест | d8 чёрный крест · d7 чёрный крест · d6 чёрный крест · d5 чёрный крест · a4 чёрный крест · b4 чёрный крест · c4 чёрный крест · d4 белая ладья · e4 чёрный крест · f4 чёрный крест · g4 чёрный крест · h4 чёрный крест · d3 чёрный крест · d2 чёрный крест · d1 чёрный крест | d8 чёрный крест · d7 чёрный крест · d6 чёрный крест · d5 чёрный крест · a4 чёрный крест · b4 чёрный крест · c4 чёрный крест · d4 белая ладья · e4 чёрный крест · f4 чёрный крест · g4 чёрный крест · h4 чёрный крест · d3 чёрный крест · d2 чёрный крест · d1 чёрный крест | 1 |
|   | a | b | c | d | e | f | g | h |   |

Ладья является тяжёлой фигурой, примерно равноценна 5 пешкам, а две ладьи сильнее ферзя. Ладья может двигаться на любое число полей по горизонтали или по вертикали при условии, что на её пути нет фигур. Белые ладьи в начале партии занимают поля a1 и h1, чёрные — a8 и h8.
Несмотря на то, что в дебюте ладьи не участвуют, они могут участвовать в рокировке, после чего в миттельшпиле контролируют вертикали в позиционной борьбе. В эндшпиле ладьи часто поддерживают проходные пешки и участвуют в отсечении короля противника от некоторого сегмента доски. Королём и ладьёй можно поставить мат одинокому королю. Ладейные окончания — один из наиболее часто встречающихся типов шахматных окончаний.